# Fort pancerny pomocniczy 45a „Bibice”
Fort 45a Bibice – jeden z fortów Twierdzy Kraków. Powstał w latach 1895–1897. Autorem projektu był inżynier Emil Gołogórski. Obiekt położony jest między fortem 47a Węgrzce a fortem 45 Zielonki. Bronił międzypola tych dwóch fortów, dodatkowo ryglował dolinę rzeki Bibiczanki. Wejścia do fortu bronił murowany ostróg bramny.
W latach 60. XX wieku planowano adaptację fortu, w celu uruchomienia wytwórni napojów orzeźwiających. Podczas nieukończonej realizacji fort został częściowo zdewastowany. Kolejnym pomysłem na zagospodarowanie fortu był dom kultury, lecz ten plan także nie został zrealizowany.
Fort 45a Bibice leży w zagajniku, na zachodnim stoku wzniesienia nad doliną Bibiczanki, we wsi Bibice koło Krakowa. Obiekt jest w znacznym stopniu zdewastowany.